# Aspremont (Hautes-Alpes)
Aspremont település Franciaországban, Hautes-Alpes megyében. Lakosainak száma 362 fő (2022. január 1.). Aspremont Aspres-sur-Buëch, La Bâtie-Montsaléon, Chabestan, La Piarre, Saint-Pierre-d’Argençon és Sigottier községekkel határos.

## Népesség
A település népességének változása:
| Lakosok száma | 191  | 196  | 216  | 294  | 326  | 341  | 358  | 369  | 369  | 362  |
|               | 1968 | 1982 | 1990 | 2006 | 2013 | 2015 | 2017 | 2019 | 2020 | 2022 |